# Enjoyment (lied)
Enjoyment is een lied van de Nederlandse zanger en rapper Jonna Fraser in samenwerking met de Nederlandse rapper en producer Dopebwoy. Het werd in 2022 als single uitgebracht en stond in 2023 als veertiende track op het album Blessed for life van Jonna Fraser.

## Achtergrond
Enjoyment is geschreven door Jonathan Jeffrey Grando, Jordan Jacott en Denzel van Gemert en geproduceerd door Dopebwoy. Het is een nummer dat past in de genres nederhop en pop rap. In het lied rappen en zingen de artiesten over fijne gevoelens en het leven in het moment. Het nummer kan worden omschreven als een dansbaar en vrolijk nummer. Het is deels in het Nederlands en deels in het Engels gezongen. Enjoyment werd bij radiozender NPO FunX uitgeroepen tot DiXte track van de week.
Het is niet de eerste keer dat de twee artiesten met elkaar samenwerken. Dit deden zij eerder al op de hits Fluister, Vakantie, Erop eraf en Afterparty.

## Hitnoteringen
De artiesten hadden bescheiden succes met het lied in Nederland. Het kwam tot de 52e plaats van de Single Top 100 in de drie weken dat het in deze hitlijst te vinden was. De Top 40 en haar Tipparade werden niet bereikt.